# Fribrødreå
Fribrødreå är ett vattendrag på ön Falster i Danmark. Det ligger i Region Själland, i den sydöstra delen av landet. Ån har sin källa i Tvede Sø och mynnar ut i Grønsund. Den rinner främst genom jordbruksmark samt genom ängar och träskmarker.